# 王博麟
王博麟（1979年1月30日—），台灣主播、主持人、製作人、創業家、東吳大學兼任講師，目前為第一排文創有限公司執行長。前TVBS新聞台主播、前FOX體育台主播。

## 經歷
2012年開始於TVBS新聞台擔任主播。
2014年3月底，離開TVBS新聞台並加入FOX體育台。

## 主持
- 2012～2014年：TVBS新聞台主播
- 2014～2020年：FOX體育台主播
- 2019～2020：TVBS歡樂台＜食尚玩家－歡樂有夠讚＞助理主持人
- 2021～迄今：Podcast節目＜球場第一排＞出品人、主持人
- 2022～迄今：MOMOTV影像化Podcast節目＜球場第一排＞主持人

## 演出作品
| 年份   | 片名     | 角色     |
| ------ | -------- | -------- |
| 2018年 | 雙城故事 | 實習醫生 |
| 2020年 | 緝魂     | 新聞主播 |

## 外部連結
- 王博麟的Facebook專頁
- 王博麟的Instagram帳戶